# 尾久警察署
尾久警察署（おぐけいさつしょ）は警視庁が管轄する警察署の一つ。第六方面本部所属。小規模警察署であり、署長は警視。
荒川区の西北部を管轄している。
署員数およそ160名、識別章所属表示はSE。

## 所在地
- 東京都荒川区西尾久三丁目8番5号
  - 最寄駅：東京都交通局都電荒川線小台停留場

## 施設
- 代用監獄（留置場）

## 管轄区域
荒川区
- 東尾久一・二・三・四・五・六・七・八丁目（全域）
- 西尾久一・二・三・四・五・六・七・八丁目（全域）
- 町屋五・六・七丁目（町屋一・二・三・四・八丁目は荒川警察署の管轄）

## 沿革
- 1923年（大正12年）12月20日 王子警察署尾久分署開設。
- 1926年（大正15年）7月1日 尾久警察署に格上。
- 1929年（昭和4年）5月30日 現在地に移転。
- 1972年（昭和47年）12月1日 現在の庁舎に新築。

## 組織
- 警務課
- 交通課
- 警備課
- 地域課
- 刑事組織犯罪対策課
- 生活安全課

## 交番
- 西尾久交番（荒川区西尾久一丁目20番12号）
- 熊野前交番（荒川区東尾久八丁目1番1号）
- 尾竹橋交番（荒川区町屋七丁目4番6号）
- 赤土交番（荒川区東尾久四丁目11番14号）
- 荒川遊園前交番（荒川区西尾久八丁目1番1号）

駐在所はなし。

## 主な未解決事件
- 町屋七丁目マンション駐車場内外国人殺人事件[1]